# باغ پرندگان اصفهان

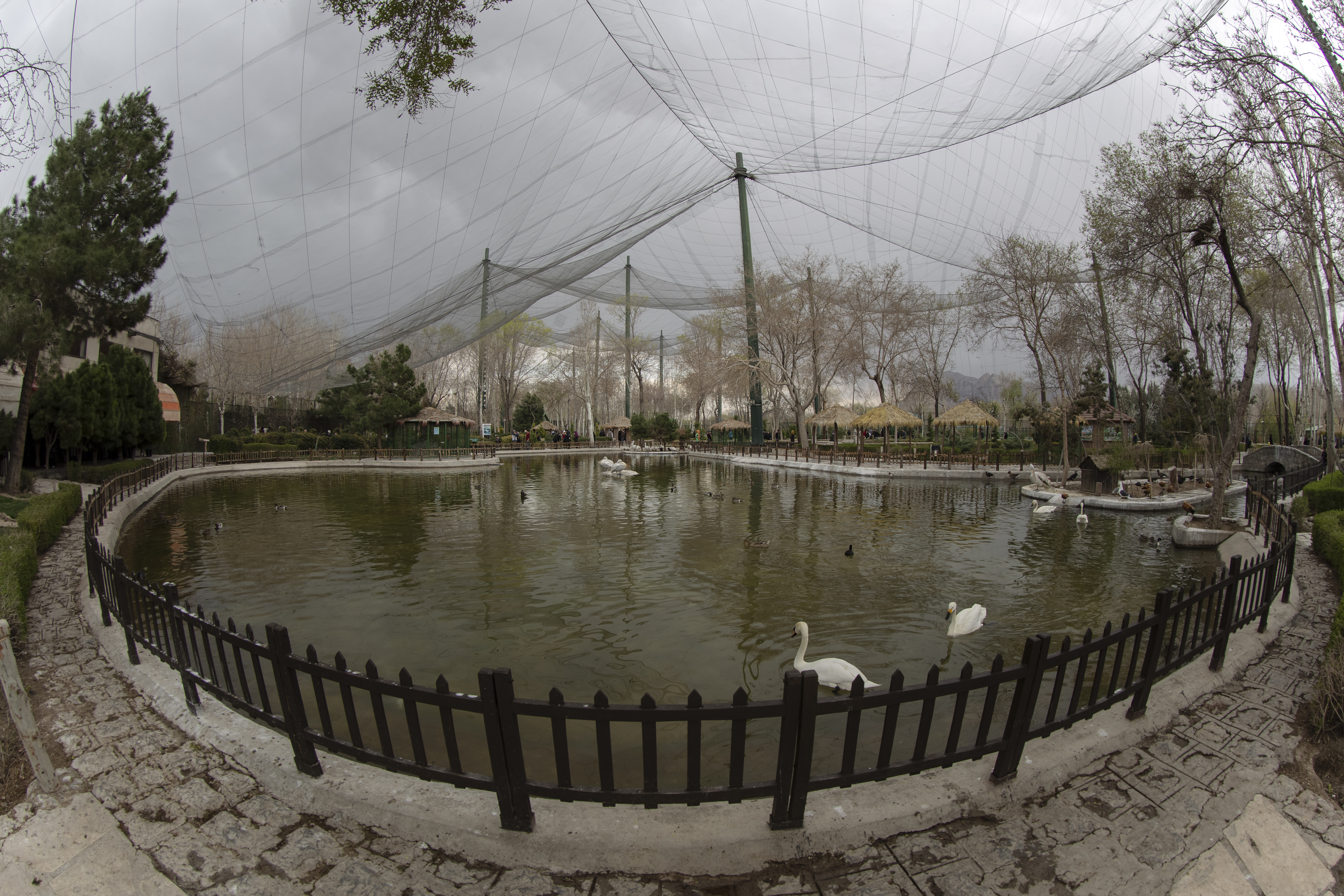
یک آبنما در باغ پرندگان شهر اصفهان

باغ پرندگان اصفهان در مرداد ماه ۱۳۷۵ به وسیلهٔ شهرداری اصفهان بر پا شد و اکنون زیر نظر سازمان رفاهی تفریحی شهرداری اصفهان اداره می‌شود. مساحت باغ پرندگان ۱۷۰۰۰ متر مربع است و با سیم توری که بر روی ۱۱ ستون فلزی حداکثر به بلندی ۲۲ متر قرار دارد، محصور شده‌است. در این باغ بیش از ۵۰۰۰ پرنده از گونه‌های مختلف وجود دارد. این پرندگان از ایران و دیگر کشورهای جهان مانند استرالیا، اندونزی، چین و تانزانیا گردآوری شده‌اند. فضاهای مختلفی بسته به شرایط زیست‌محیطی طبیعی پرندگان در این باغ فراهم شده که برخی از آن‌ها بدین ترتیبند:
- برکه برای پرندگان آبچر مانند اردکها، فلامینگوها، پلیکانها.
- قفس‌های شیشه‌ای با امکانات ویژه شبیه گلخانه‌ای برای پرندگانی مانند طوطیها، مرغ عشقها که توان زندگی در آب‌وهوای زمستان اصفهان را ندارند.
- قفس‌های فلزی برای پرندگان شکاری مانند عقابها، جغدها و شاهینها که به دلیل نوع خوراک آن‌ها امکان رها کردن آن‌ها در باغ وجود ندارد.[۵]
- صخره برای پرندگان منطقه‌های سنگلاخی و بیابانی مانند کبک‌ها، تیهوها و بلدرچینها.
- محیط سرسبز و پردرخت برای پرندگان جنگلی مانند طاووسها، قرقاولها.[۶]

واحدهای تخصصی در این باغ علاوه بر مکان‌های دیدنی و تفریحی دارای قسمت‌های مختلف علمی و تحقیقاتی نیز است که برای ادامه حیات این مجموعه لازم به نظر می رسد و هرکدام وظیفه خاصی را دارا می‌باشد.

## نگارخانه

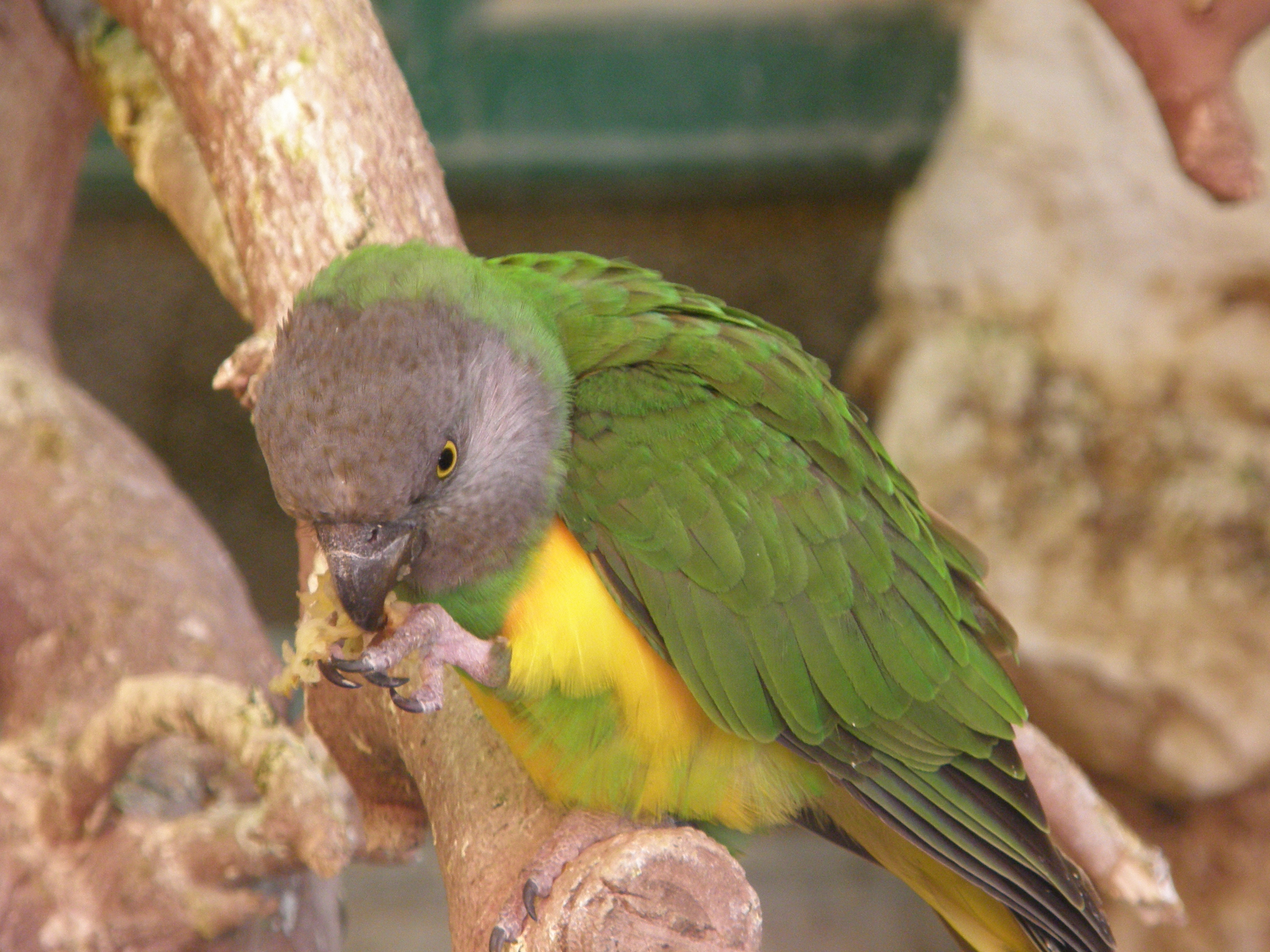
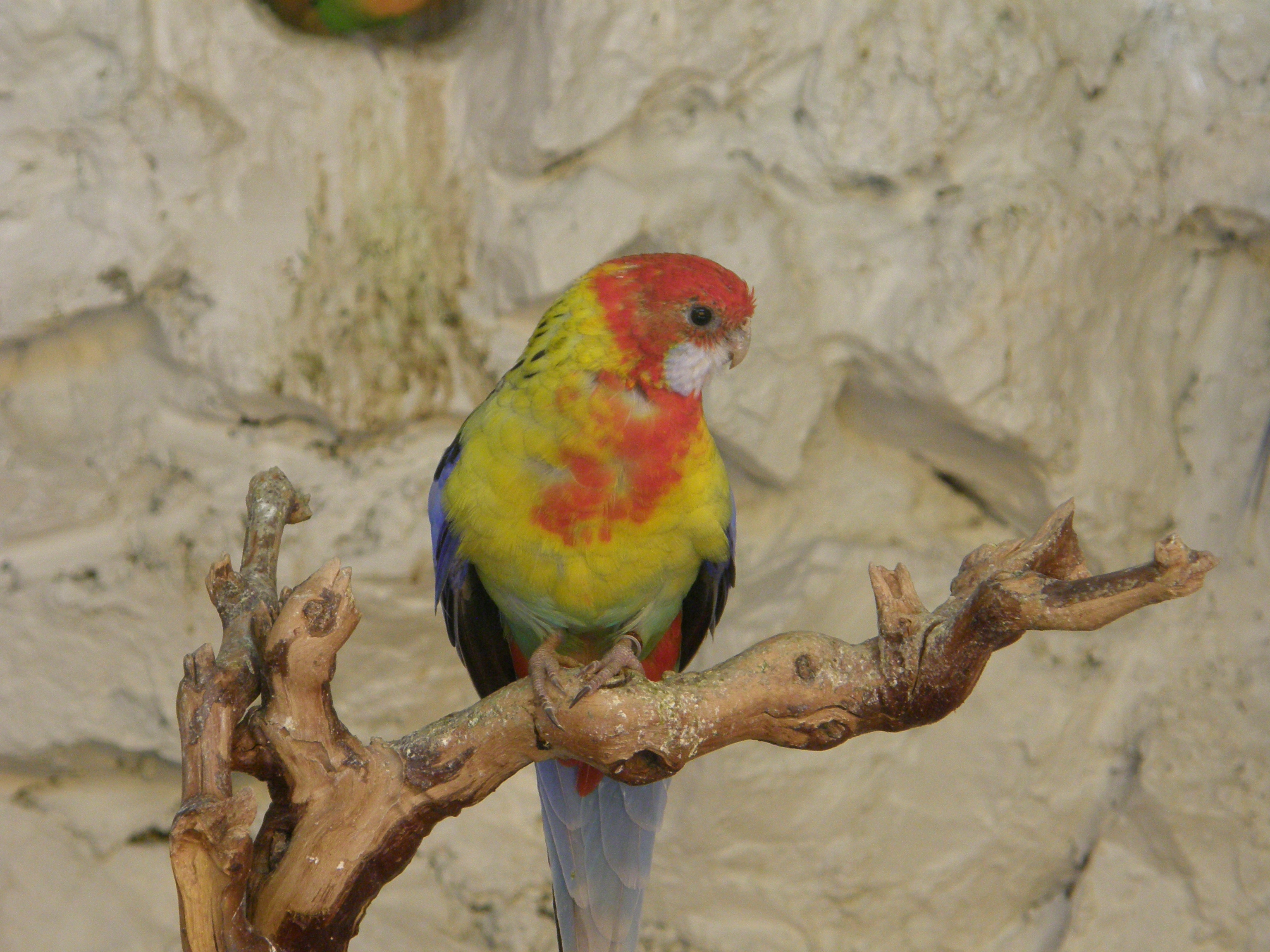
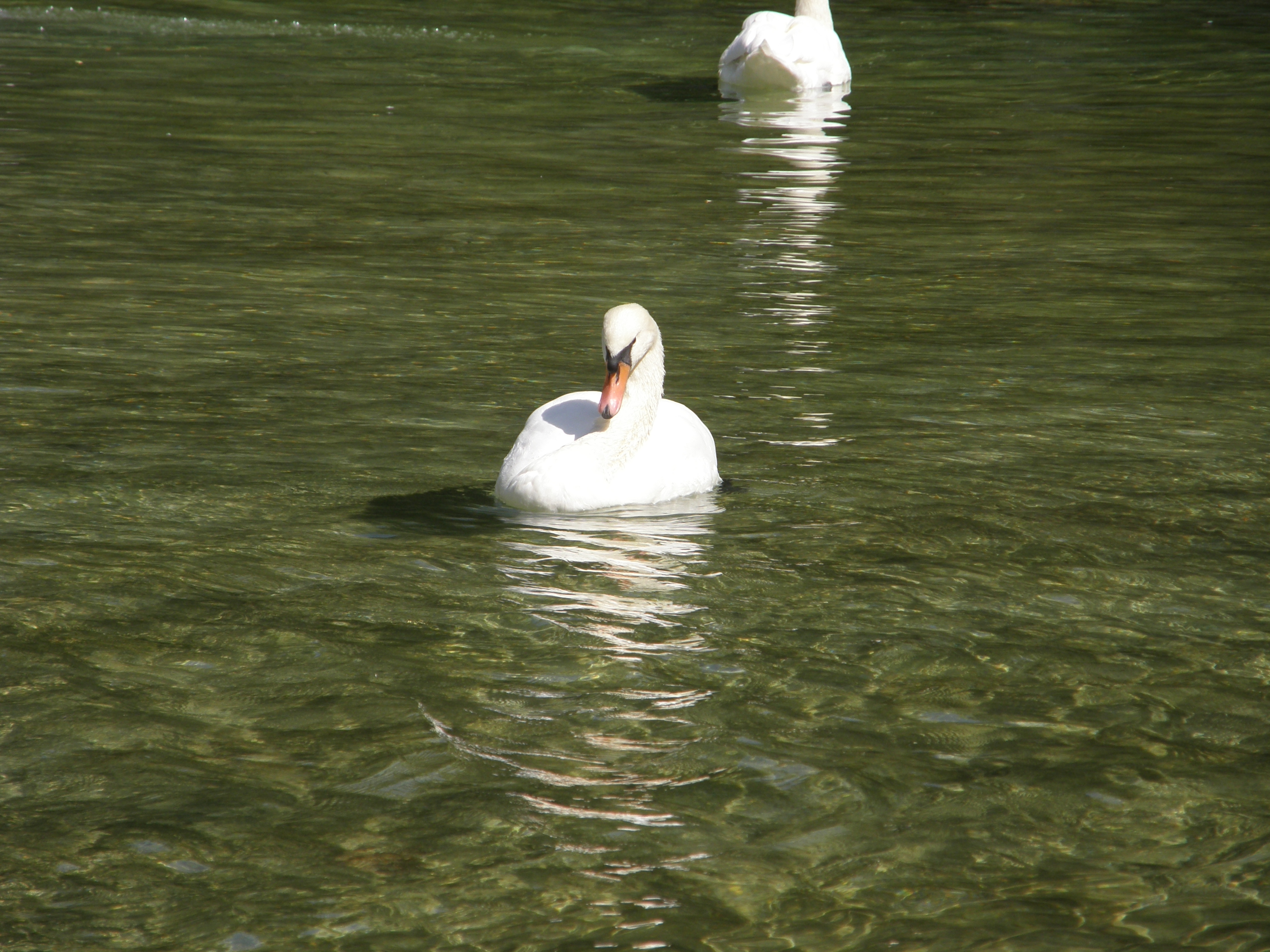